# Prigioniero del mondo
Prigioniero del mondo è un brano musicale scritto da Carlo Donida per la musica e da Mogol per il testo. Fu interpretato originariamente da Lucio Battisti, che lo pubblicò il 29 aprile 1968 nel singolo Prigioniero del mondo/Balla Linda.

## Testo

I compositori del brano in una foto del 1960: Mogol (a sinistra) e Carlo Donida (a destra)

Il testo, scritto da Mogol, parla dell'insoddisfazione di un uomo che vorrebbe fare una vita diversa, ma non può perché non vuole abbandonare la propria compagna, e pertanto si sente «prigioniero di un mondo / che ci lascia soltanto sognare».
Per Renzo Stefanel, il testo si riferirebbe alla volontà di partecipare ai moti del Sessantotto: «Mogol [...] intuisce che il privato è politico, e il freno che i lacci affettivi, intesi in certo modo, costituiscono per gran parte di noi», tema che sarà affrontato anche da Fabrizio De André in La bomba in testa.

## Composizione
Il brano fu composto da Mogol e Carlo Donida, che inizialmente lo propose a Gianni Morandi. Quest'ultimo si era detto d'accordo, ma il suo produttore Franco Migliacci si oppose e non se ne fece niente. In seguito fu proposta anche ai Camaleonti, di nuovo senza successo.
Donida era all'epoca un autore già affermato, quasi un'autorità all'interno della Ricordi. Nonostante la sua proverbiale spigolosità, era stato tra i primi all'interno della casa discografica a riconoscere il talento di Lucio Battisti, che d'altro canto provava grande stima nei suoi confronti. Donida aveva già aiutato Battisti diverse volte, sistemando qualche dettaglio delle sue composizioni o dispensando consigli.
All'inizio del 1968, Battisti aveva bisogno di un lato A per il suo prossimo singolo, ma aveva ceduto ad altri interpreti tutte le sue ultime composizioni. In questa occasione, proprio per la stima che nutriva nei suoi confronti, Battisti chiese a Donida di scrivergli una canzone; il compositore quindi gli propose Prigioniero del mondo.

## Interpretazione di Lucio Battisti

### Registrazione
Battisti registrò la propria interpretazione negli studi Ricordi di Milano il 5 marzo 1968. La base ritmica fu registrata la mattina a partire dalle 9, le sovraincisioni il pomeriggio a partire dalle 15, mentre le voci e il missaggio furono realizzati a partire dalle ore 21. Il transfer fu effettuato il 17 aprile 1968.
Alla registrazione parteciparono Andrea Sacchi alla chitarra acustica ed elettrica, Damiano Dattoli al basso e Gianni Dall'Aglio alla batteria. Non è certo chi abbia suonato l'organo tra Demetrio Stratos, Flavio Premoli e Alberto Baldan Bembo.
La produzione fu curata da Mogol, mentre l'arrangiamento e la direzione d'orchestra fu affidata a Detto Mariano. Il tecnico del suono fu Valter Patergnani.

### Musica
Il brano è un misto tra ballata e soul. La natura soul è enfatizzata dall'interpretazione di Battisti, che la canta con una voce «straziata».

### Pubblicazione
L'interpretazione di Battisti fu pubblicata il 29 aprile del 1968 come lato A del 45 giri Prigioniero del mondo/Balla Linda. Il singolo ebbe un discreto successo: vendette quasi centomila copie, e fece entrare Battisti per la prima volta in hit parade, dove rimase per cinque settimane raggiungendo come picco l'undicesima posizione. Contemporaneamente il disco fu distribuito anche in Spagna e Brasile, mentre nel 1971 fu edito in Canada.
Battisti partecipò con questo brano ad Un disco per l'estate 1968 ma ebbe scarsissimo successo: non superò neanche la fase eliminatoria ed ottenne un pessimo piazzamento.
Nel marzo del 1969 il brano fu incluso nel primo album eponimo del musicista, Lucio Battisti.
Da allora è stato ripubblicato più volte in raccolte, compilation e best-of. Tra queste, va citata la raccolta Le origini (1992), dove sono stati operati un nuovo missaggio e la rimasterizzazione in digitale, che conferiscono a tale versione un suono sensibilmente diverso da quella originale.

### Videoclip
Prima della finale di Un disco per l'estate, Battisti realizzò un video promozionale in cui canta il brano in playback. Il video fu girato a Tonezza del Cimone con la regia di Lello Golletti e fu mandato in onda il 20 maggio 1968 nel programma televisivo Vetrina di "Un disco per l'estate", nonché il 16 luglio 1968 nel programma Juke-box sottovoce - Itinerari musicali del Festivalbar.

## Altre versioni
- Cilla Black nel 1968 realizzò una versione in inglese con il titolo "Only Forever Will Do" su testo di Don Black ed arrangiamento di Mike Vickers.[11]
- Nomadi (album Innocenti evasioni 2006)

### Nel cinema
- Il brano eseguito da Moltheni, fu inserito nella colonna sonora del film del 2003 Perdutoamor diretto dal cantautore Franco Battiato.